# Мітчелл (округ, Айова)
Шаблон:StateAbbr_ 43°21′20″ пн. ш. 92°47′23″ зх. д. / 43.355555555556° пн. ш. 92.789722222222° зх. д.
Округ  Мітчелл (англ. Mitchell County) — округ (графство) у штаті  Айова, США. Ідентифікатор округу 19131.

## Історія
Округ утворений 1851 року.

## Демографія
За даними перепису 
2000 року 
загальне населення округу становило 10874 осіб, зокрема міського населення було 3365, а сільського — 7509.
Серед мешканців округу чоловіків було 5318, а жінок — 5556. В окрузі було 4294 домогосподарства, 2984 родин, які мешкали в 4594 будинках.
Середній розмір родини становив 3,02.
Віковий розподіл населення поданий у таблиці:
| Стать    | До 15 років | 15-21 | 22-29 | 30-39 | 40-49 | 50-65 | 65-85 | Понад 85 |
| -------- | ----------- | ----- | ----- | ----- | ----- | ----- | ----- | -------- |
| Чоловіки | 1216        | 523   | 353   | 653   | 805   | 795   | 834   | 139      |
| Жінки    | 1150        | 436   | 345   | 666   | 741   | 845   | 1078  | 295      |

## Суміжні округи
- Мовер, Міннесота — північ
- Говард — схід
- Флойд — південь
- Серро-Гордо — південний захід
- Ворт — захід

## Виноски
1. ↑  U.S. Decennial Census. United States Census Bureau. Архів оригіналу за 19 липня 2018. Процитовано 20 липня 2014.
2. ↑  Historical Census Browser. University of Virginia Library. Архів оригіналу за 11 серпня 2012. Процитовано 20 липня 2014.
3. ↑  Population of Counties by Decennial Census: 1900 to 1990. United States Census Bureau. Архів оригіналу за 22 квітня 2014. Процитовано 20 липня 2014.
4. ↑  Census 2000 PHC-T-4. Ranking Tables for Counties: 1990 and 2000 (PDF). United States Census Bureau. Архів оригіналу (PDF) за 18 грудня 2014. Процитовано 20 липня 2014.
5. ↑  State & County QuickFacts. United States Census Bureau. Архів оригіналу за 7 червня 2011. Процитовано 20 липня 2014.(англ.) Наведено за англійською вікіпедією.
6. ↑  American FactFinder. Бюро перепису населення США. Архів оригіналу за 26 лютого 2012. Процитовано 31 січня 2008.

| США | Це незавершена стаття з географії США. Ви можете допомогти проєкту, виправивши або дописавши її. |